# پدروی دوم، پادشاه پرتغال
پتر دوم پرتغال (پرتغالی: Peter II of Portugal؛ ۲۶ آوریل ۱۶۴۸ – ۹ دسامبر ۱۷۰۶) یکی از پادشاهان پرتغال بود.